# BAE173
BAE173는 2020년 11월 19일에 데뷔한 대한민국 포켓돌스튜디오 소속의 8인조 보이 그룹이다. 프로듀서는 걸그룹인 다이아와 파이브돌스 출신의 프로듀서인 조이현이다. 
현재 멤버 전민욱은 프로젝트 보이 그룹 클로즈 유어 아이즈 활동으로 인한 팀 활동 중단으로 7인 체제로 활동 중에 있다.

## 구성원
| 이름   | 소개 |
| ------ | --- |
| 한결   | - 본명 : 이한결 - 생년월일 : 1999년 12월 7일(25세) - 출생지 : 대한민국 - 관련활동 : 프로젝트 보이 그룹 폴라릭스 - 활동기간 : 2020년 11월 19일 ~ 현재            |
| 제이민 | - 본명 : 전민욱 - 생년월일 : 1999년 10월 16일(25세) - 출생지 : 대한민국 - 관련활동 : 프로젝트 보이 그룹 클로즈 유어 아이즈 - 활동기간 : 2020년 11월 19일 ~ 현재 |
| 유준   | - 본명 : 정건 - 생년월일 : 2000년 12월 22일(24세) - 출생지 : 대한민국 - 활동기간 : 2020년 11월 19일 ~ 현재                                                      |
| 무진   | - 본명 : 김현우 - 생년월일 : 2001년 3월 29일(24세) - 출생지 : 대한민국 - 활동기간 : 2020년 11월 19일 ~ 현재                                                     |
| 준서   | - 본명 : 박준서 - 생년월일 : 2001년 12월 28일(23세) - 출생지 : 대한민국 - 활동기간 : 2020년 11월 19일 ~ 현재                                                    |
| 영서   | - 본명 : 유영서 - 생년월일 : 2002년 6월 13일(23세) - 출생지 : 대한민국 - 활동기간 : 2020년 11월 19일 ~ 현재                                                     |
| 도하   | - 본명 : 나규민 - 생년월일 : 2004년 3월 7일(21세) - 출생지 : 대한민국 - 활동기간 : 2020년 11월 19일 ~ 현재                                                      |
| 빛     | - 본명 : 노민재 - 생년월일 : 2004년 7월 21일(20세) - 출생지 : 대한민국 - 활동기간 : 2020년 11월 19일 ~ 현재                                                     |

### 이전 구성원
| 이름 | 소개 |
| ---- | --- |
| 도현 | - 본명 : 남도현 - 생년월일 : 2004년 11월 10일(20세) - 출생지 : 대한민국 - 활동기간 : 2020년 11월 19일 ~ 2023년 6월 22일 |

역대 리더
- 1대 : 준서 (2010.11 ~ 2022.04)
- 2대 : 한결 (2022.04 ~ 현재)

## 음반

### 미니 음반
- 2020년 11월 19일 《INTERSECTION : SPARK》
- 2021년 4월 8일 《INTERSECTION : TRACE》
- 2022년 3월 30일 《INTERSECTION : BLAZE》
- 2022년 8월 17일 《ODYSSEY : DASH》
- 2024년 3월 13일 《NEW CHAPTER : LUCEAT》

## 음반 외 활동

### 예능 프로그램
- 2020년 11월 14일 KBS2  《불후의 명곡》 - 게스트
- 2020년 11월 18일 MBC every1 《주간 아이돌》 - 게스트
- 2023년 2월 15일 ~ 4월 19일 JTBC 《Peak Time》 - 참가자 출연